# Родерик (остров)

Остров Родерик (на английски: Roderick Island) е 21-вият по големина остров край западните брегове на Канада в Тихия океан. Площта му е 233 км2, която му отрежда 104-то място сред островите на Канада. Административно принадлежи към канадската провинция Британска Колумбия. Необитаем.
Островът се намира край северното крайбрежие на Британска Колумбия, на югоизток от големия остров Принсес Ройъл, от който го отделя по-малкия остров Сара и широкия 2 км проток Финлисън. Продължението на същия проток на юг го отделя от остров Суиндъл, който отстои на 3,5 км. На север протока Шийп (ширина 1,2 км) го отделя от континенталната част на Британска Колумбия, а на североизток, тесния едва 50 м проток Грифин го дели от малкия остров Пули. Широкият 2,6 км проток Матисън го отделя на изток отново от континенталната част на Британска Колумбия, а на юг тесният, едва 120 м проток Джаксън от остров Сюзън. Формата на острова е почти правоъгълна с дължина от север на юг 31 км, а максималната му ширина е 10 км.
Бреговата линия с дължина 119 км е сравнително слабо разчленена, с изключение на северозападното крайбрежие, където дългия и тесен залив Уотсън се врязва дълбоко в острово и почти го разделя на две части.
Релефът е предимно нископланински с максимална височина над 700 м в най-югозападната му част. Има множество малки езера, като по-големите са Родерик в центъра и Уолас в северната част.
Климатът е умерен, морски, влажен, предпоставка за пълноводни почти през цялата година къси реки. Голяма част от острова е покрита с гъсти иглолистни гори, които предоставят идеални условия за богат животински свят.
Островът е открит през 1793 г. от лейтенант Джеймс Джонстън (1759-1823), участник в бретанската правителствена експедиция възглавявана от Джордж Ванкувър през 1790-1795 г. Много по-късно капитан Даниел Пендер, който детайлно изследва и картира тези райони в периода от 1857 до 1870 г. го кръщава в чест на Родерик Финлисън (1818-1892), канадски бизнесмен и политик, член на управителния съвет на „Компанията Хъдсънов залив“ търгуваща с ценни животински кожи.